# Satsuma, Alabama
Satsuma är en stad (city) i Mobile County, i delstaten Alabama, USA. Enligt United States Census Bureau har staden en folkmängd på 6 162 invånare (2011) och en landarea på 19,5 km².